# 埃尔斯尼克

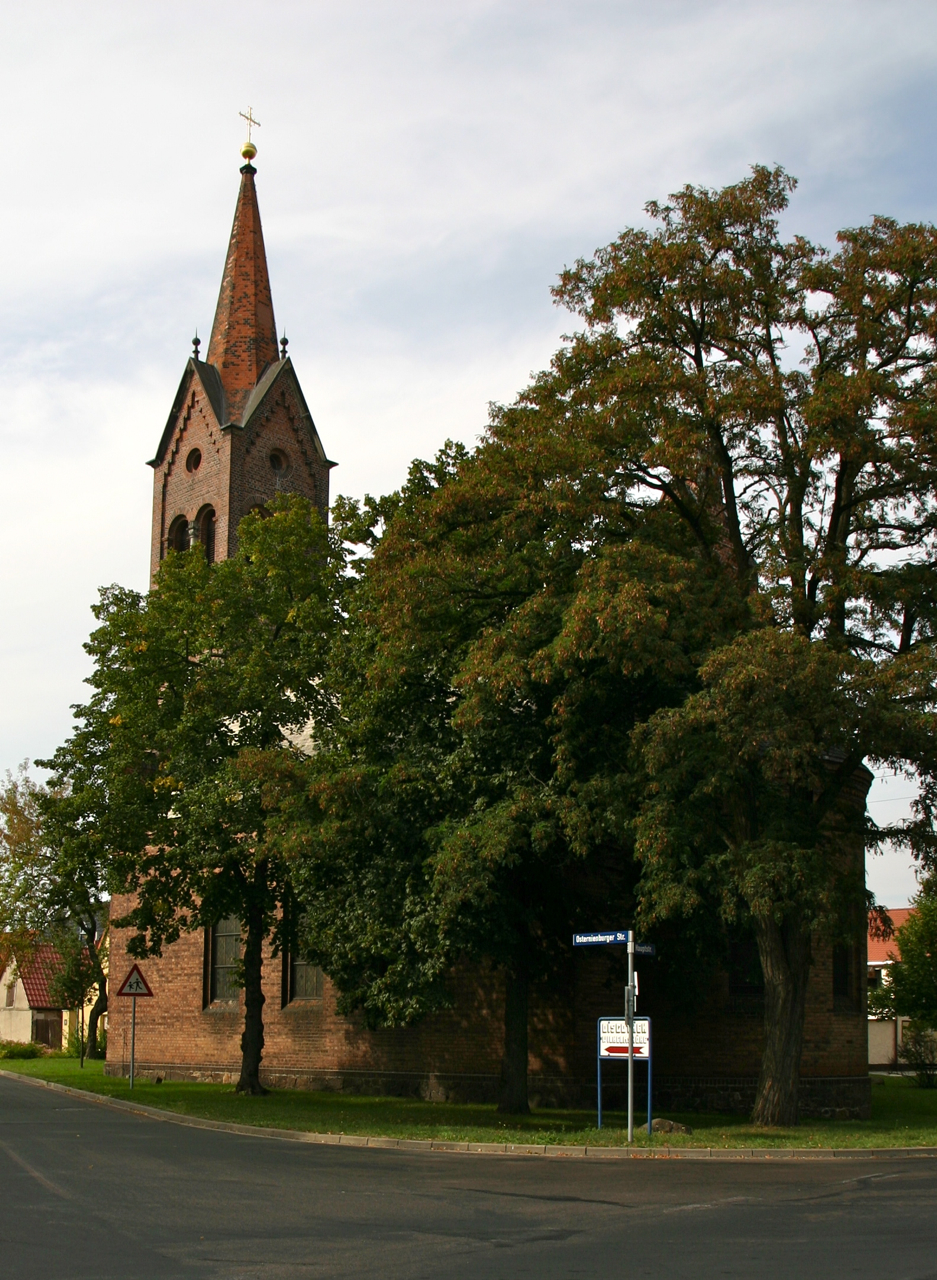
教堂

埃尔斯尼克（德語：Elsnigk）是德国萨克森-安哈尔特州安哈尔特-比特费尔德县的村庄和旧市镇。自2010年1月1日起，埃尔斯尼克成为奥斯特宁堡兰的城区。 